# 關西豫章堂羅屋書房
24°47′20″N 121°10′06″E / 24.788775°N 121.168248°E

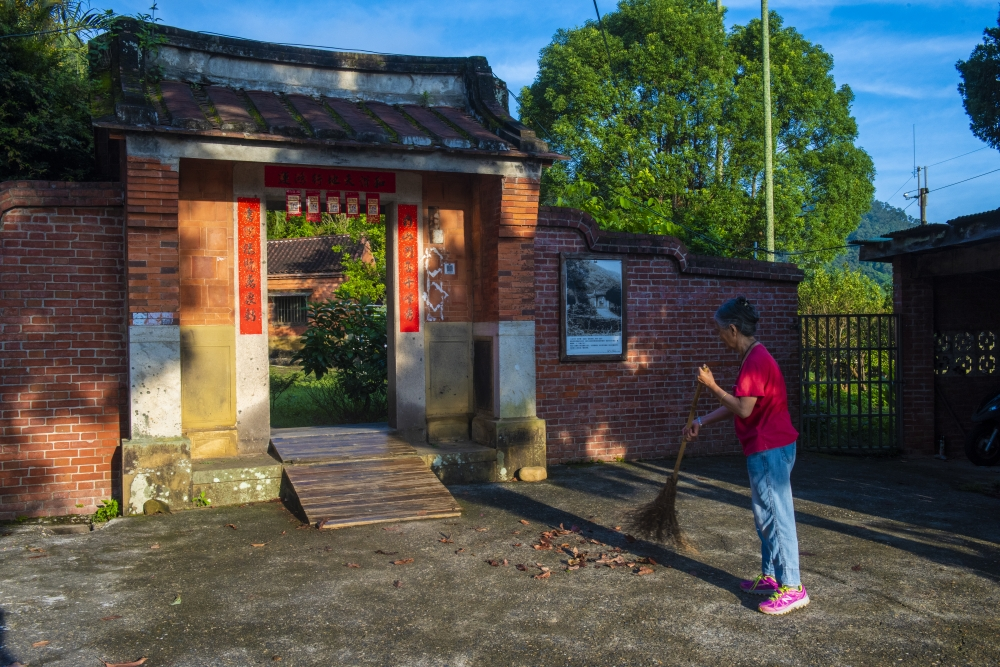
羅屋書房門樓

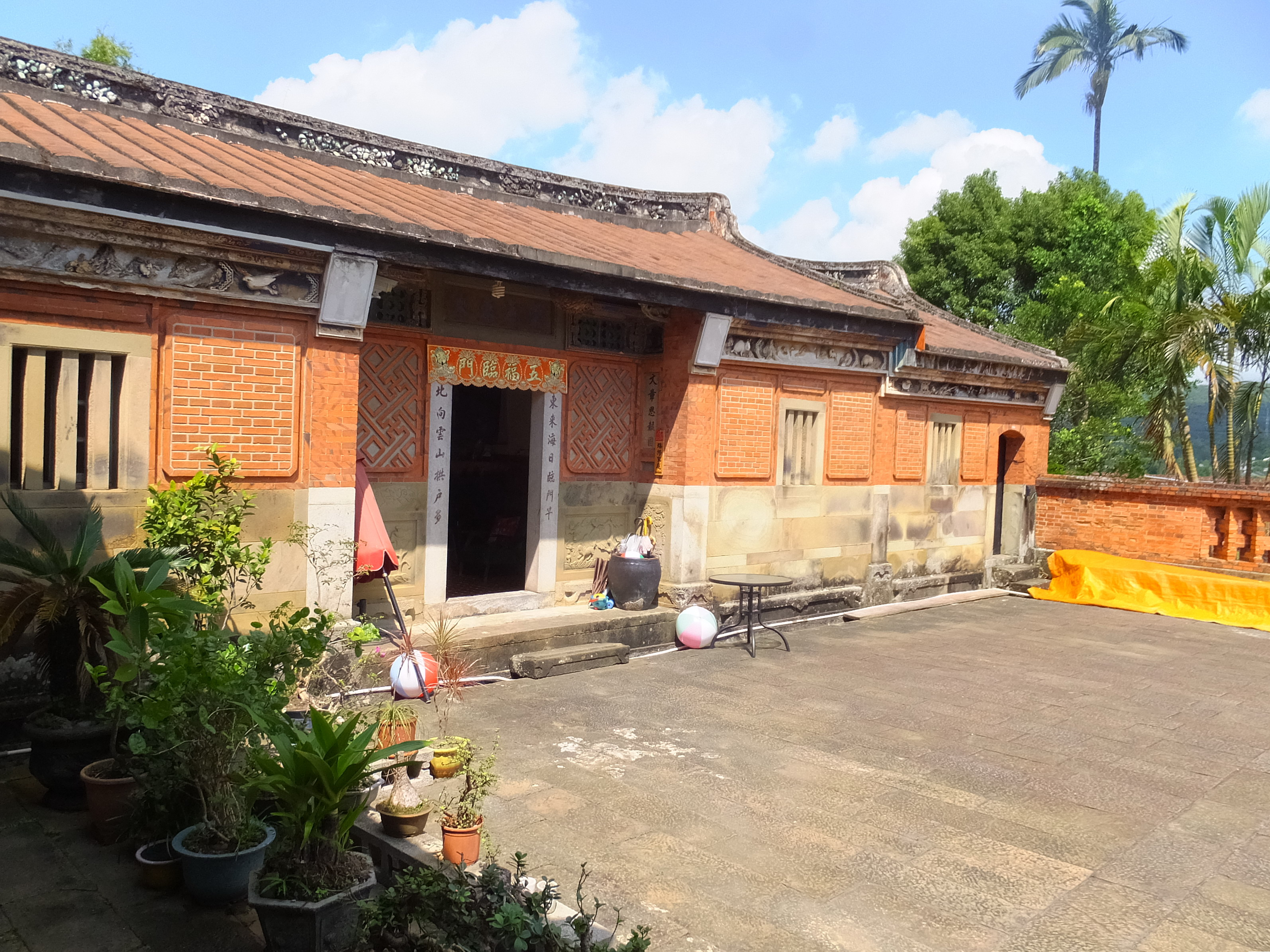
羅屋書房左側護龍

關西豫章堂羅屋書房是一棟位在臺灣新竹縣關西鎮上南片的合院式客家建築。前方有鳳山溪流經，其餘三面環有矮山。

## 歷史
乾隆十六年(1751年)，有羅氏移民自淡水遷徙到現今關西鎮南山里上南片開墾，並招呼廣東省蕉嶺縣之親族前來。後來，羅碧玉在當地農業經濟發展出一定規模時開始興辦教育；他率領眾人建立了學堂及書院。在創建書院時，他聘請了來自福建的師傅，並使用了採自大陸地區的建材；關西太和宮也在此時被一同興建。

## 構造設計
關西豫章堂羅屋書房之形制為一堂四橫之大型三合院建築，其周圍設有內外埕、外圍牆及門樓，圍牆設有天官香爐，左右廊道飾有石雕、泥塑、交趾陶。其主建物座向為坐南朝北。其門樓內縮並面向東北方。

## 文物
其正廳供奉王爺神位。

## 周邊
- 鳳山溪
- 關西分駐所
- 關西老街

## 連結
- ::歡迎來到羅屋書院:: （页面存档备份，存于）
- 羅屋書院的Facebook專頁
- 客家傳統建築影像數位典藏網

## 閱讀
- 台灣行：傾聽羅屋的故事